# 芒廷维尤 (阿肯色州)
芒廷維尤（英語：Mountain View）是一個位於美國阿肯色州斯通縣的城市。根據2020年美國人口普查，該地人口為2877人，而該地的面積約為18.91平方千米。同時該地也是斯通縣的縣治。

## 地理
芒廷維尤的座標為35°51′54″N 92°06′31″W / 35.86500°N 92.10861°W，而該地的平均海拔高度為232米（即761英尺）。